# زلزال مونتريال 1732
زلزال مونتريال 1732 هو زلزالٌ وقعَ في بلدية مقاطعة شارليفوا الإقليمية ‏ في كندا بتاريخ 1732.